# 伦蒂区

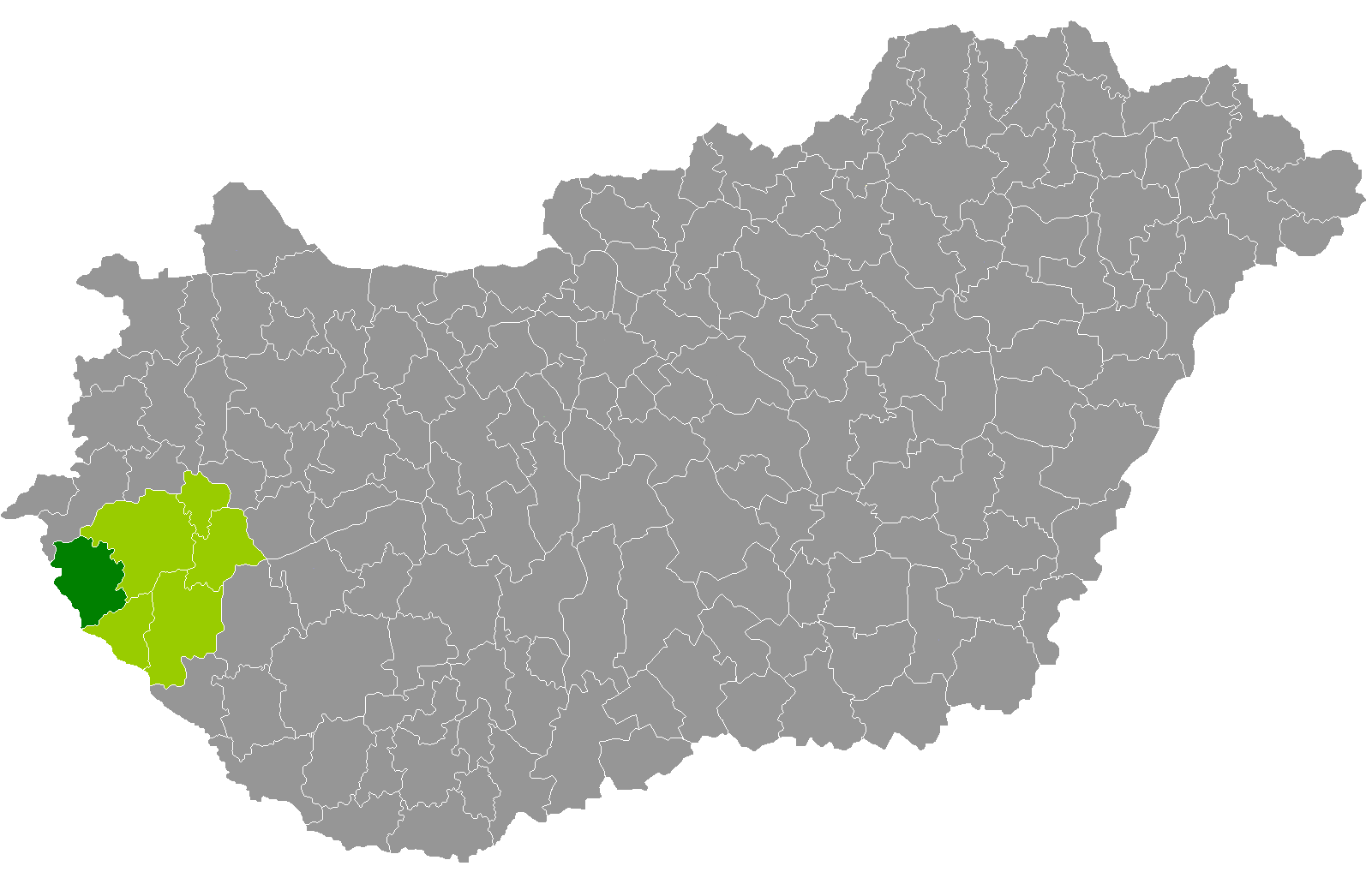
伦蒂区在匈牙利及佐洛州的位置

伦蒂区（匈牙利語：Lenti járás），是匈牙利佐洛州的一个区，总面积624.12平方公里，总人口19,789人（2011年），人口密度32人/平方公里。中心城市为倫蒂。

## 市镇
伦蒂区包含一个城镇和47个村庄。